# Vicente Eced y Eced
Vicente Eced y Eced (1902-1978) fue un arquitecto español, conocido por haber diseñado junto con Luis Martínez-Feduchi en la Gran Vía de Madrid el emblemático edificio Carrión (que incluye el cine Capitol). El estilo de Eced era de una visión moderna expresionista y próxima al art déco propio de la época.

## Biografía profesional

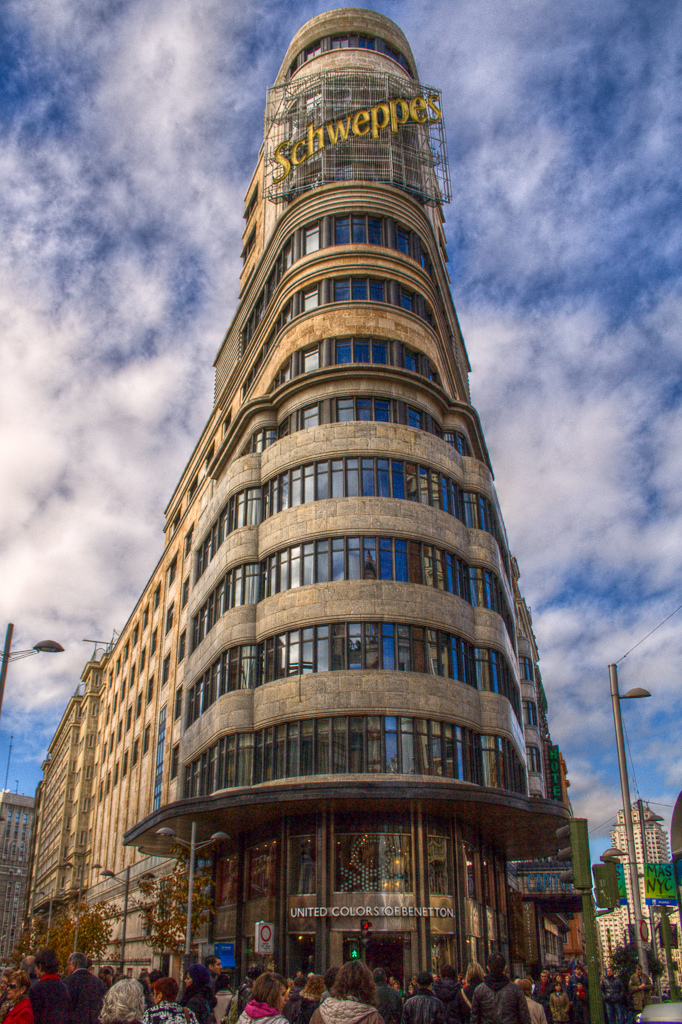
El Edificio Carrión, construido entre 1931 y 1933, constituye una de las obras más destacadas y conocidas de Vicente Eced y Eced.

Se tituló en la Escuela de Arquitectura de Madrid en 1927. Desde sus inicios trabajó con el arquitecto Luis Martínez-Feduchi (1901-1975); sus primeros trabajos se realizaron mediante la participación en numerosos concursos. En el año 1934 ambos arquitectos recibieron la Medalla de Segunda Clase en la Exposición Nacional de Bellas Artes por su proyecto y construcción del edificio Carrión ubicado en la Gran Vía, también conocido como Cine Capitol (realizado en el periodo 1931-1933). Durante la guerra civil sirvió como capitán en el Ejército Popular de la República. Tras la finalización de la contienda fue inhabilitado, hasta que en 1945 pudo entrar a trabajar en el estudio del arquitecto Secundino Zuazo.

## Familia
Hijo de José Eced Yzquierdo y Matilde Eced, padres así mismo de Luis (ingeniero industrial 1908-1979) y Carlos.
Casado con Eloísa Andrés Merino (1918-1995), tuvo con ella una hija, Montserrat Eced Andrés (1945)

## Obras
Aparte de la obra realizada en 1934 del edificio Carrión (por encargo de marqués de Melín, Enrique Carrión), y con ello el cine Capitol dedicó parte de los esfuerzos creativos a diversos proyectos de cines, algunos de ellos:
- Cines Roxy A y B en la calle de Fuencarral, n.º 123, Madrid (1950-1952).
- Cine Vergara en la calle de Goya, n.º 67, Madrid (1948-1949).

Además diseño y promovió en 1963 un edificio de 157 viviendas en el histórico barrio El Pla del Bon Repos de Alicante (Comunidad Valenciana) en la plaza de Manila y la calle Enrique Madrid.